# Turc de Khorasan
El turc de Khorasan (en turc de Khorasan Xorasan Türkçesi; en persa: ترکی خراسانی, Torki-e Khorasani) és una varietat lingüística en la família de les llengües turqueses. Es parla al nord de la província de Khorasan del Nord i a la província de Khorasan Razavi, a l'Iran. La majoria dels parlants del turc de Khorasan també poden parlar persa.

## Distribució geogràfica

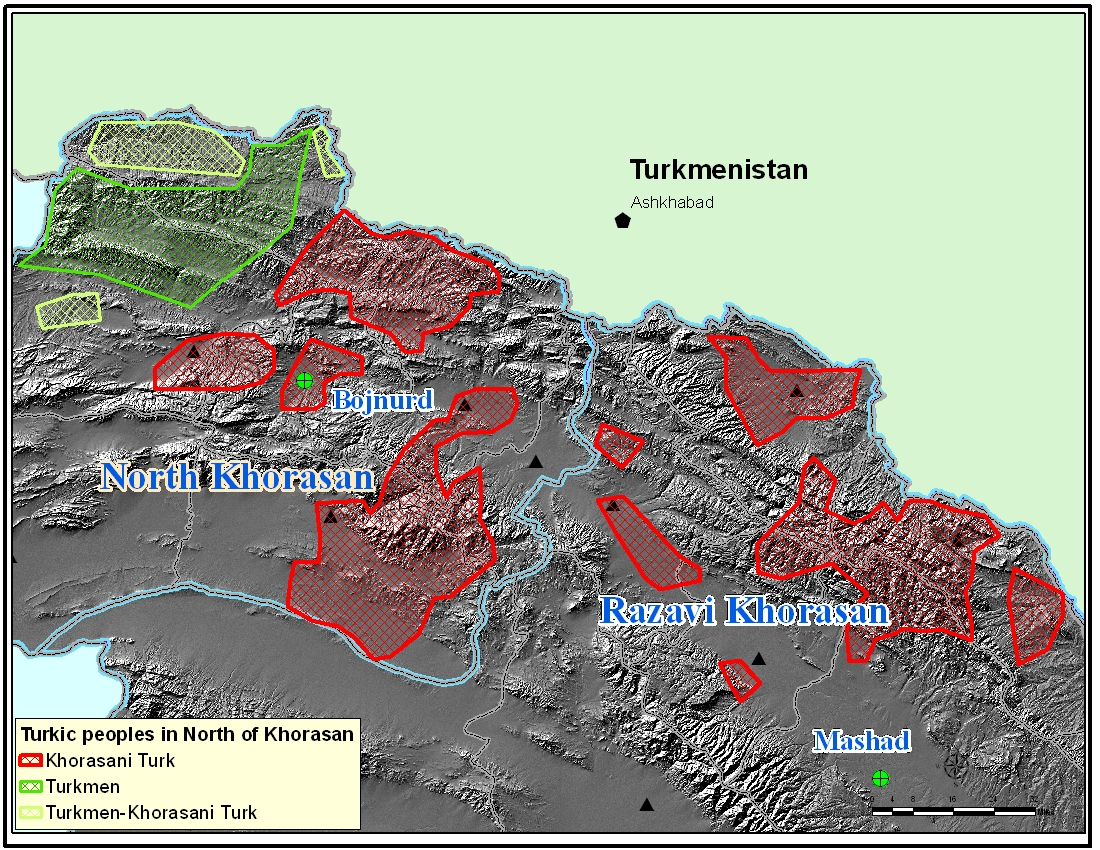
Distribució dels pobles túrquics a la regió del Khorasan Nord (províncies de Nord Khorasan i Razavi Khorasan); sense els pobles túrquics que viuen al sud i l'oest de la regió.

El turc de Khorasan es parla a les províncies iranianes de Khorasan del Nord a prop de Bojnourd i Razavi Khorasan a prop de Sabzevar, Quchan. Si el dialecte d'Oghuz uzbek és considerat un dialecte del turc de Khorasan, la seva àrea de distribució s'estén cap a l'oest de l'Uzbekistan.

## Dialectes
El turc de Khorasan es divideix en els dialectes del nord, sud i oest. El dialecte del nord es parla al nord de Khorasan a prop de Quchan; al sud de Soltanabad a prop de Sabzevar; a l'oest al voltant de Bojnourd.

## Classificació i llengües relacionades
El turc de Khorasan pertany al grup de llengües turqueses Oghuz, que també inclou el turc, l'azerí, el gagauz, el turc gagauz balcànic, el turcman, i el salar, així com el dialecte Oghuz parlat a l'Uzbekistan. El turc de Khorasan està més estretament relacionat amb l'uzbek i el turcman oghuz i és proper als dialectes que es parlen a l'Azerbaidjan iranià. Es troba lingüísticament entre l'àzeri i el turcman, però tampoc és un dialecte.

## Sons

### Consonants
|            | Labial | Labial | Alveolar | Alveolar | Palatal | Palatal | Velar | Velar | Uvular | Uvular | Glotal | Glotal |
| ---------- | ------ | ------ | -------- | -------- | ------- | ------- | ----- | ----- | ------ | ------ | ------ | ------ |
| Oclusiva   | p      | b      | t        | d        |         |         | k     | ɡ     | q      |        |        |        |
| Africada   |        |        |          |          | t͡ʃ      | d͡ʒ      |       |       |        |        |        |        |
| Fricativa  | f      | v      | s        | z        | ʃ       |         | x     | ɣ     |        |        | h      |        |
| Nasal      | m      | m      | n        | n        | ɲ       | ɲ       | ŋ     | ŋ     |        |        |        |        |
| Bategant   |        |        | r        | r        |         |         |       |       |        |        |        |        |
| Lateral    |        |        | l        | l        |         |         |       |       |        |        |        |        |
| Aproximant |        |        |          |          | j       | j       |       |       |        |        |        |        |

## Morfologia

### Substantius

#### Pluralització
La pluralització es marca en els noms amb el sufix -lAr, que té les dues formes-lar i -lær, en funció de l'harmonia vocàlica.

#### Declinació
Els substantius en el turc de Khorasan prenen una sèrie de terminacions de canvis de declinació en funció de l'harmonia vocàlica i si segueixen una vocal o una consonant:
| Declinació   | Després de vocals | Després de consonants |
| ------------ | ----------------- | --------------------- |
| Nominatiu    | No n'hi ha        | No n'hi ha            |
| Genitiu      | niŋ/nin           | iŋ/in                 |
| Datiu        | ya/yæ             | a/æ                   |
| Acusatiu     | ni/nɯ             | i/ɯ                   |
| Locatiu      | da/dæ             | da/dæ                 |
| Ablatiu      | dan/dæn           | dan/dæn               |
| Instrumental | nan/næn           | nan/næn               |

#### Possessiu
El possessiu està marcat amb un sufix al substantiu posseït.
|                 | Singular | Plural |
| --------------- | -------- | ------ |
| Primera persona | (I)m     | (I)mIz |
| Segona persona  | (I)ŋ     | (I)ŋIz |
| Tercera persona | (s)I     | lArI   |

### Pronoms
El turc de Khorasan té sis pronoms personals. De tant en tant, els pronoms personals prenen diferents terminacions de cas dels substantius regulars.
|                 | Singular | Plural |
| --------------- | -------- | ------ |
| Primera persona | mæn      | bɯz    |
| Segona persona  | sæn      | siz    |
| Tercera persona | o        | olar   |

### Verbs
Els verbs es declinen en temps, aspecte, mode, persona i nombre. L'infinitiu del verb acaba en -max.

## Exemples
Extracte de Tulu (1989) p. 90
| Translació                                                                            | IPA                                                                      |  |
| ------------------------------------------------------------------------------------- | ------------------------------------------------------------------------ |  |
| Per tant, hi va haver un padishah anomenat Ziyad.                                     | ɑl ɣəssa bir ziyæːd pæːdiʃæːhiː bæːɾɨdɨ                                  |  |
| Déu Totpoderós no li havia donat cap fill.                                            | xodɒːʷændi æːlæm ona hit͡ʃ ɔɣul ataː elæmɑmiʃdi                           |  |
| Allà va parlar amb el seu visir: "Oh visir, no tinc fill Què vaig a fer al respecte?" | bæːdæn vaziːɾæ dədi, ej vaziːɾ, mændæ ki ɔɣul joxdɨ, mæn næ t͡ʃaːɾæ eylem |  |
| El visir va dir: "Sobirà de tot el món, què faràs amb aquesta possessió?"             | vaziːɾ dədi, pɒːdiʃaː-i ɢɨblæ-ji ɒːlæm, sæn bu mɒːlɨ-æmwɒːlɨ næjlijæsæn  |  |